# Comté de Josephine
Pour les articles homonymes, voir Joséphine.
Le comté de Josephine (anglais : Josephine County) est un comté situé dans le sud-ouest de l'État de l'Oregon, aux États-Unis. Le siège du comté est Grants Pass. Selon le recensement de 2000, sa population est de 75 726 habitants.

## Géographie
Le comté a une superficie de 4 252 km², dont 4 247 km² est de terre. 

### Comtés adjacents
- Comté de Curry (ouest)
- Comté de Jackson (est)
- Comté de Douglas (nord)
- Comté de Del Norte, Californie (sud-ouest)
- Comté de Siskiyou, Californie (sud)